# Контрерас, Ана Бренда
Ана Бренда Контрерас (исп. Ana Brenda Contreras; род. 24 декабря 1986, Мак-Аллен, Техас, США) — американская и мексиканская актриса и певица. Начинала карьеру в возрасте 15 лет как участница реалити-шоу, затем была певицей в женской поп-группе T' de Tila, просуществовавшей несколько месяцев, позднее выбрала профессию актрисы. Более всего известна как актриса мексиканских теленовелл, также снялась в американском телесериале «Династия». Кроме того, снималась в полнометражных фильмах, играла в театре, является лауреатом профессиональных премий.

## Биография
Контрерас родилась в техасском городе Мак-Аллен в семье мексиканцев Эфраина Контрераса Пуэнте и Бланки Перес. Раннее детство Аны прошло в Техасе, позднее семья переехала в Мексику, в город Рио-Браво, где Ана посещала старшую школу. Она свободно владеет английским и испанским языками. В возрасте 15 лет Ана переехала в Мехико для участия в реалити-шоу Popstars, в котором молодые исполнители соревновались за право стать участниками музыкальной группы. Контрерас стала одной из финалисток шоу и вошла в состав созданной по его итогам женской поп-группы T' de Tila. В 2002 году группа выпустила свой единственный альбом, сняла видеоклип, дала один концерт и через несколько месяцев после своего создания прекратила существование.
Вскоре после завершения недолгой музыкальной карьеры Контрерас стала обучаться актёрскому мастерству в Центре художественного образования, принадлежащем телекомпании Televisa. Её актёрский дебют состоялся в теленовелле 2005 года «Преграда на пути любви», где Ана исполнила одну из второстепенных ролей. В теленовелле 2008 года «Клянусь, что люблю тебя» Контрерас впервые исполняла главную роль. В том же году она дебютировала на большом экране, снявшись в художественном фильме «Божий промысел».
В 2018 году Контрерас присоединилась к актёрскому составу американского телесериала «Династия», где сыграла роль Кристал Дженнингс. Это была первая англоязычная роль в её актёрской карьере. В 2019 году Ана Бренда покинула сериал по личным причинам, из-за чего продюсеры вынуждены были заменить её другой актрисой.

## Личная жизнь
В марте 2013 года Контрерас вышла замуж за матадора Алехандро Амаю. Уже в мае 2014 года они развелись. Ана Бренда встречалась с актёром Иваном Санчесом, вместе с которым снималась в теленовелле «Непростительно».

## Награды и премии
| Год  | Награда           | Категория                             | Работа                  | Результат |
| ---- | ----------------- | ------------------------------------- | ----------------------- | --------- |
| 2009 | Diosas de Plata   | Лучшая дебютантка                     | Божий промысел          | Победа    |
| 2011 | TVyNovelas        | Лучшая актриса второго плана          | Тереза                  | Номинация |
| 2012 | TVyNovelas        | Лучшая актриса                        | Та, что не может любить | Номинация |
| 2012 | Premios Juventud  | Chica Que Me Quita el Sueño           | Та, что не может любить | Победа    |
| 2012 | People en Español | Лучшая актриса                        | Та, что не может любить | Номинация |
| 2012 | People en Español | Лучшая пара (с Хорхе Салинасом)       | Та, что не может любить | Победа    |
| 2013 | People en Español | Лучшая актриса                        | Непокорное сердце       | Номинация |
| 2013 | People en Español | Лучшая пара (с Даниэлем Аренасом)     | Непокорное сердце       | Номинация |
| 2014 | TVyNovelas        | Лучшая актриса                        | Непокорное сердце       | Номинация |
| 2014 | TVyNovelas        | Самая красивая актриса                | Непокорное сердце       | Номинация |
| 2014 | TVyNovelas        | Лучшая пара (с Даниэлем Аренасом)     | Непокорное сердце       | Номинация |
| 2014 | TVyNovelas        | Лучшая пощёчина (с Элисабет Альварес) | Непокорное сердце       | Номинация |
| 2014 | Premios Juventud  | Chica Que Me Quita el Sueño           | Непокорное сердце       | Номинация |
| 2014 | Premios Juventud  | Quiero vestir como ella               | Quiero vestir como ella | Победа    |
| 2015 | Diosas de Plata   | Лучшая актриса в фильме               | Низкий полёт            | Номинация |
| 2016 | Premios Juventud  | Любимая героиня                       | Непростительно          | Номинация |
| 2017 | TVyNovelas        | Лучшая актриса в сериале              | Синий демон             | Победа    |